# 정역학적 평형

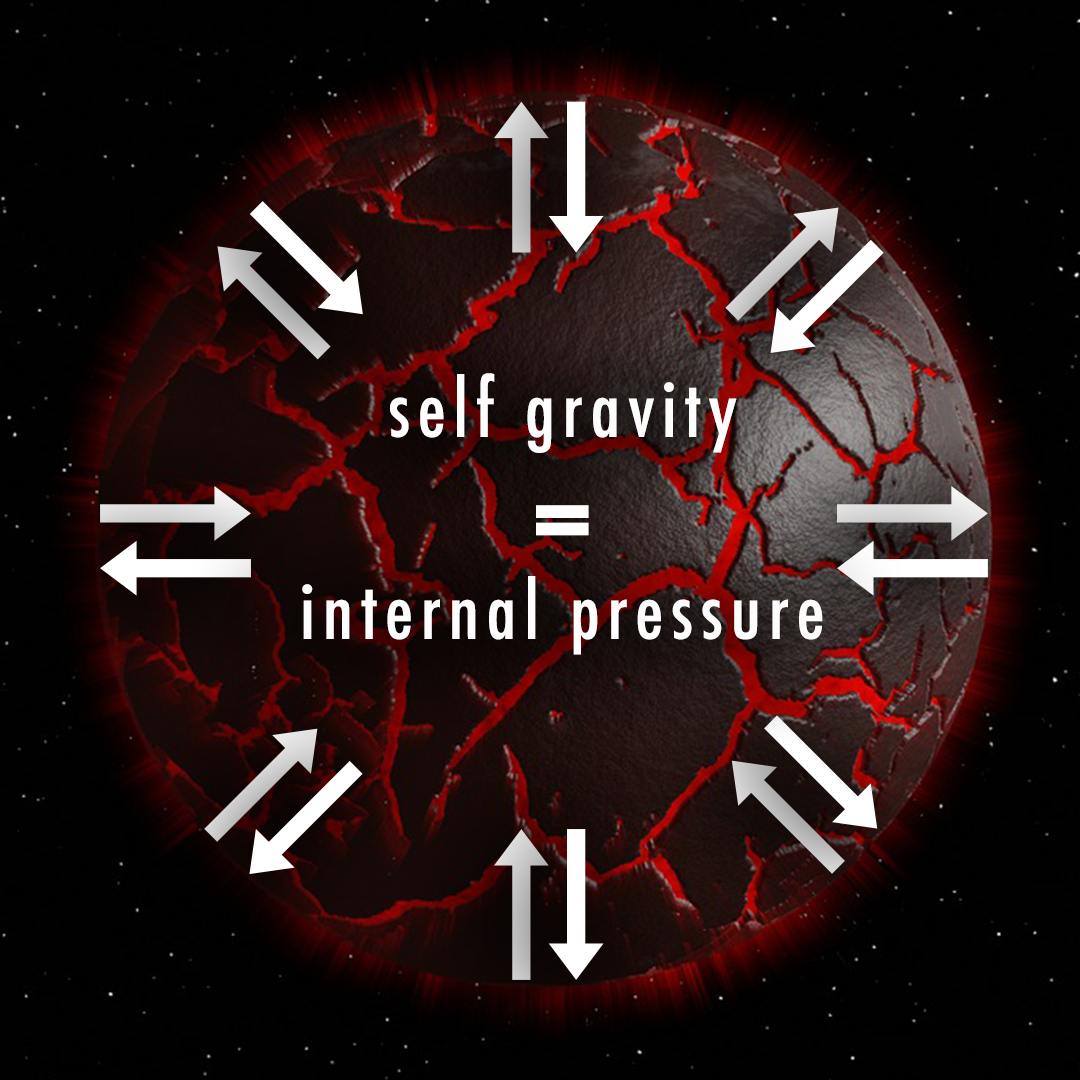
정수압 평형 상태에 있는 새로 형성된 행성의 다이어그램.

정역학적 평형(靜力學的平衡, hydrostatic equilibrium)은 연속체 역학에서 유체가 움직이지 않거나, 또는 각 지점의 흐름 속도가 시간이 지나도 일정한 상태를 말한다. 중력 따위의 힘이 압력경도력에 의해 상쇄되면 정역학적 평형 상태가 된다. 예컨대 지구 대기를 보면, 대기압 경도력이 중력으로 인해 대기가 얇고 밀도 높은 껍질 상태가 되는 것을 막아주고, 중력은 대기압 경도력으로 인해 대기가 우주 공간으로 흩어져 버리는 것을 막아준다.

## 수학적 유도

유체 덩어리가 움직이지 않는다면, 위를 향하는 힘과 아래를 향하는 힘의 크기는 같아야 한다.

### 운동법칙에서 유도
뉴턴의 운동법칙에 따르면 유체가 움직이지 않거나 일정한 속도를 가지려면 유체에 가해지는 합력은 0이 되어야 한다. 즉 어느 한 방향으로 가해지는 힘의 총합은 그와 반대 방향으로 가해지는 힘의 총합과 크기가 같고, 이 평형 상태를 정역학적 평형이라 한다.
유체 덩어리를 무수한 작은 직육면체 단위로 나눈다고 생각해 보자.
여기에 작용하는 힘은 3가지가 있다. 직육면체의 위쪽 면에 대하여 아래쪽으로 작용하는 압력 {\displaystyle P}는 압력의 정의에 의하여 다음과 같이 기술된다.
{\displaystyle F_{top}=-P_{top}\cdot A.}
아래쪽 면에 대하여 위쪽으로 작용하는 압력 역시 다음과 같이 기술된다.
{\displaystyle F_{bottom}=P_{bottom}\cdot A.}
그리고 직육면체 자체의 중력으로 인한 무게가 아래쪽으로 작용한다. 밀도가 {\displaystyle \rho }, 부피가 {\displaystyle V}, 표준중력이 {\displaystyle g}일 때
{\displaystyle F_{weight}=-\rho \cdot g\cdot V.}
직육면체의 부피는 윗면 또는 아랫면의 면적에 높이를 곱한 것이므로
{\displaystyle F_{weight}=-\rho \cdot g\cdot A\cdot h}
이 힘들이 평형을 이루기 위해 유체에 작용하는 합력은
{\displaystyle \sum F=F_{bottom}+F_{top}+F_{weight}=P_{bottom}\cdot A-P_{top}\cdot A-\rho \cdot g\cdot A\cdot h.}
이며, 이 합력이 0이 될 때 유체의 속도는 일정해진다.
{\displaystyle 0=P_{bottom}\cdot A-P_{top}\cdot A-\rho \cdot g\cdot A\cdot h.}
양변을 {\displaystyle A}로 나누면
{\displaystyle 0=P_{bottom}-P_{top}-\rho \cdot g\cdot h.}
정리하면
{\displaystyle P_{top}-P_{bottom}=-\rho \cdot g\cdot h.}
{\displaystyle P_{top}-P_{bottom}}는 압력의 변화를 의미하며, {\displaystyle h}는 단위부피의 높이, 즉 바닥에서의 거리 변화를 의미한다. 이 변화가 무한소로 작다고 가정하면, 식을 다음의 미분방정식으로 쓸 수 있다.
{\displaystyle dP=-\rho \cdot g\cdot dh.}
밀도는 압력에 따라 변화하고, 중력은 높이에 따라 변화하므로,
{\displaystyle dP=-\rho (P)\cdot g(h)\cdot dh.}

## 응용

### 천체물리학
어떤 항성이 주어졌을 때, 이 항성의 내부 층에서는 바깥으로 향하는 열압력과 중심으로 향하려는 무게압력이 정역학적 평형을 이룬다. 등방성 중력장은 항성을 최대한 조밀한 모양으로 만든다. 정역학적 평형 상태의 자전하는 항성은 납작하며 특정 각속도를 가진 매클로린 회전타원체가 된다. 극단적인 예로는 자전주기가 12.5시간인 베가가 있는데, 베가는 이렇게 빠른 자전속도 때문에 적도지름이 극지름보다 20% 더 크다. 임계 각속도를 넘어서는 각속도를 가지는 항성은 길쭉하며 축방향이 적도 단축보다 짧은 부등변의 야코비 타원체가 되고, 그보다도 빠르면 타원체도 유지하지 못하고 서양배 또는 달걀모양이 된다. 그 이상의 모양은 아직 밝혀진 바 없으며, 타원체 너머의 모양들도 애초 불안정하다.

## 같이 보기
- 중력적으로 둥근 태양계 천체 목록
- 정역학
- 유체 정역학